# 弦楽四重奏曲第5番 (メンデルスゾーン)
弦楽四重奏曲第5番 変ホ長調 作品44-3は、フェリックス・メンデルスゾーンが1838年に作曲した弦楽四重奏曲である。

## 概要
メンデルスゾーンの作品44は3つの弦楽四重奏曲からなっており、1837年作曲の第4番（1839年に改訂）に続いて1838年に第5番、同年さらに第3番が作曲され、ひとつにまとめて出版された。メンデルスゾーンは作品44の約10年前となる第1番や第2番の作曲にあたってはベートーヴェンの後期弦楽四重奏曲から強い影響を受けていたが、作品44においては独自の音楽様式を確立していくさまを垣間見ることができる。しかしこの曲においてもなお、ベートーヴェンのラズモフスキー四重奏曲を思わせる楽想が見られるという指摘もある。
1838年2月6日に完成されたこの曲は、同年4月3日にライプツィヒでフェルディナント・ダーフィトらの演奏で初演された。1840年の総譜の出版に先立ち、1839年にはブライトコプフ・ウント・ヘルテル社からパート譜が世に出されており、メンデルスゾーンはこの際に様々な改訂を行っている。作品44の他の2曲に比べるとやや顧みられることの少ない作品ではあるものの、形式面にはメンデルスゾーンの創意の跡が刻まれている。

## 演奏時間
約35-36分

## 楽曲構成
メンデルスゾーンの他の弦楽四重奏曲同様、4つの楽章から構成される。

### 第1楽章
アレグロ・ヴィヴァーチェ 4/4拍子 変ホ長調
ソナタ形式。小気味の良い16分音符と、それを受ける4分音符の緩やかな音階からなる第1主題に始まる（譜例1）。
譜例1
第1主題の16分音符の音型は楽章中の至る所で経過楽句、伴奏音型として使用される。第1主題とは対比をなす第2主題（譜例2）がト短調に提示される際も、第1ヴァイオリンはこの音型で下支えを続ける。
譜例2
第2主題が変ロ長調に落ち着いた後、提示部の終了間際に出される新たな旋律は展開部でも大きく取り上げられることになる（譜例3）。
譜例3
展開部はチェロに始まって、しばらくの間は第1主題と第2主題の短2度降下を組み合わせて展開される。続いて譜例1の16分音符による走句でクレッシェンドをかけてフォルテッシモに達すると、譜例3がチェロに穏やかに出される。これに他の声部が加わって掛け合いの中で美しく扱われると16分音符の音型が回帰し、そのまま第1ヴァイオリンが急速な上昇音型を奏する傍ら他の楽器により第1主題の再現を迎える。第2主題までの推移は提示部とは異なるものがあてられているが、第2主題はヴィオラがやはり譜例1の16分音符による音型を奏する上でハ短調に現れ、さらに譜例3も再現される。ヴィオラに対して他の楽器がピッツィカートで応答してコーダに入り、譜例1、譜例2、譜例3の全てを盛り込んだ充実した音楽が繰り広げられると、最後は勢いよく楽章を終える。

### 第2楽章
スケルツォ: アッサイ・レッジェーロ・ヴィヴァーチェ 6/8拍子 ハ短調
冒頭チェロに現れる一定の伴奏音型が楽章中ほとんど絶え間なく奏でられる中、焦燥感に満ちた楽想が繰り広げられる（譜例4）。
譜例4
一度まとめられると、譜例4の性格を受け継ぐ活発なフガートが開始される。これはまもなく落ち着いて、弱音の旋律と続く強奏が特徴的な新たな素材が出される（譜例5）。
譜例5
譜例4が一時変イ長調で顔を見せるが、譜例5が回帰して高らかに奏されると再びフガートに突入する。ここは二重フーガとなっており、最初のフーガと同じ主題に半音階的な下降音型が接続されている。フガートが終わると弱音を維持して進められ、全楽器のユニゾンからフォルテに到達するも、最後は弱音によるピッツィカートで簡潔に終わりを迎える。

### 第3楽章
アダージョ・ノン・トロッポ 3/4拍子 変イ長調
1小節の導入に続き、第1ヴァイオリンが主題を出す（譜例6）。ただし、この後もっぱら扱われていくのはこの主題そのものではなく、先行する1小節のリズムである。
譜例6
続く主題は第2ヴァイオリンとヴィオラによってもたらされる（譜例7）。
譜例7
中間部では細かくフレージングの指示が付された第2ヴァイオリンの印象的な伴奏音型に、第1ヴァイオリンによって情熱的な旋律が奏でられる（譜例8）。
譜例8
この伴奏音型はこれ以前から姿を見せていたもので、このまま中間のクライマックスを形成すると譜例6の再現時まで残り続ける。その後譜例7も再現され、変イ長調へ移された譜例8を聴きながら静まっていき、最後は譜例6の余韻の中に静かな終わりを迎える。

### 第4楽章
モルト・アレグロ・コン・フォーコ 4/4拍子 変ホ長調
力に満ちた活発な楽章で、急速なパッセージの数々は高い演奏技術を要求する。また、メンデルスゾーンの巧みな主題操作が見られる。前楽章の終止の静寂からは打って変わって、猛烈な分散和音で幕を開ける。すぐさまこれに明るい主題が続く（譜例9）。この主題に含まれる1オクターヴの跳躍は楽章中の随所に散りばめられている。
譜例9
様々な要素が盛り込まれるが、カンタービレに始まる旋律の後半にあたる譜例10は穏やかな表情を持っており印象深い。
譜例10
以後、主に冒頭の分散和音の音型を利用して展開されていき、譜例9がそのまま再現されると続いて譜例9による発展が見られる。これが一段落すると譜例10が回帰する。譜例10はその後もう一度回想され、序奏部の音型と譜例9を組み合わせた息もつかせぬコーダへの呼び水となり、曲はそのまま高い熱量を保ったまま一気に全曲の終結へと到達する。